# المغربة (مناخة)

تعديل مصدري - تعديل

المغربة هي إحدى قرى عزلة الاغمور بمديرية مناخة التابعة لمحافظة صنعاء، بلغ تعداد سكانها 279 نسمة حسب تعداد اليمن لعام 2004.